# Polonia Słubice
Polonia Słubice – polski klub piłkarski z siedzibą w Słubicach, oficjalnie założony w październiku 1993 r., od 20 czerwca 2002 r. wpisany do rejestru stowarzyszeń, jednak kontynuujący tradycje sześciu wcześniejszych klubów i sekcji piłkarskich w Słubicach, działających od sierpnia 1945 r. (kolejno "Kotwica", "Gwardia", "Ogniwo", "Odra", "Słubiczanka", "Komes"). W sezonie 2025/2026 Polonia występuje w rozgrywkach IV ligi, grupy lubuska.

## Historia
Pod koniec sierpnia 1945 r. został powołany pierwszy klub sportowy w Słubicach „Kotwica”. W 1954 r. został przejęty przez klub „Gwardia”, który trzy lata później został rozwiązany, a w jego miejsce powstało Koło Sportowe „Ogniwo”. Jednak z powodu braku zainteresowania władz Ogniwo przestało istnieć. Wówczas powstała drużyna piłkarska KS „Odra”, która w 1959 r. połączyła się z kołem sportowym „Czarni” i zmieniono nazwę na KS „Słubiczanka”. 20 grudnia 1966 roku powołano Międzyzakładowy Ludowy Klub Sportowy „Odra”, który przestał istnieć 31 grudnia 1977 r.

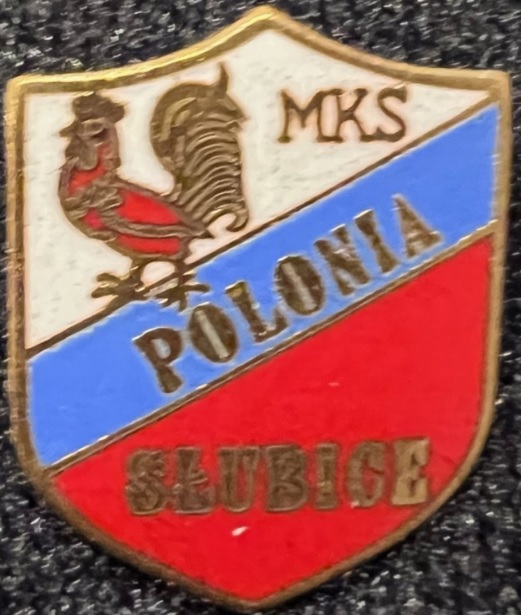
Odznaka przedstawiająca herb Polonii Słubice z maskotką klubu – kogutem.

W jego miejsce powołano 1 stycznia 1978 r. Międzyorganizacyjny Ludowy Klub Sportowy „Komes”, którego siedziba mieściła się w SMOK-u, a barwy ustalono na pomarańczowo-zielono-granatowe. We wrześniu 1986 r. władze ZPO „Komes” wystosowały pismo, w którym wycofały zgodę na dalsze wykorzystywanie nazwy „Komes”. 9 kwietnia 1987 r. na zebraniu sprawozdawczo-wyborczym członkowie klubu przyjęli oficjalnie nazwę „MLKS”.
W październiku 1993 r. podczas walnego zebrania sprawozdawczo-wyborczego zmieniono status klubu na miejski, a nazwę na Klub Sportowy „Polonia” Słubice. W 1994 r. powołano zespół rezerw. W sezonie 1994/1995 Polonia wywalczyła awans do klasy makroregionalnej (IV poziom) oraz zdobyła po raz pierwszy w historii Puchar Polski na szczeblu wojewódzkim. Po jednym sezonie – 1995/1996 – spędzonym w klasie „M” klub wywalczył historyczny awans do rozgrywek centralnych (III liga) oraz przystąpił do Pucharu Polski na szczeblu centralnym w którym zagrał pierwszy raz w historii dochodząc do rundy II. W lutym 1997 r. zmieniono nazwę z Klub Sportowy na Miejski Klub Sportowy Polonia. Sezon 1997/1998 w III lidze klub zakończył na czwartym miejscu ze stratą 9 pkt. do lidera co do tej pory pozostaje najwyższym osiągnięciem ligowym klubu. W ostatnim swoim sezonie III ligi (1999/2000) klub zajął 16 pozycję i spadł do IV ligi lubuskiej.
Po trzech sezonach spędzonych w IV lidze lubuskiej w sezonie 2002/2003 klub wywalczył awans po raz drugi w historii do III ligi. Jednak przez pierwsze trzy sezony klub nie radził sobie najlepiej unikając spadku tylko dzięki problemom innych klubów. W sezonie 2006/2007 Polonia powtórzyła pozycję z sezonu 1997/1998 zajmując ponownie czwarte miejsce w III lidze aczkolwiek tracąc do lidera 14 pkt., zdobywając mniej punktów i mając gorszy bilans bramkowy niż przed dziewięcioma sezonami. Kolejny sezon 2007/2008 klub zakończył na 6 pozycji dzięki czemu zapewnił sobie miejsce w reformowanej III lidze, która od następnego sezonu nazywała się II liga i liczbę grup zmniejszono z czterech do dwóch. W następnym sezonie 2008/2009 już II ligi drużyna zajęła ostatnie 16 miejsce jednak znów unikając spadku dzięki wycofaniu się z rozgrywek innych klubów. W tym samym sezonie drużyna rezerw grająca w A-klasie wywalczyła awans do klasy okręgowej. W sezonie 2009/2010 klub w rozgrywkach centralnych Pucharu Polski uzyskał najlepszy wynik w historii dochodząc do 1/16 finału gdzie przegrał dopiero z ekstraklasowym Piastem Gliwice. W tym samym czasie w lidze klub zajął 12 miejsce.

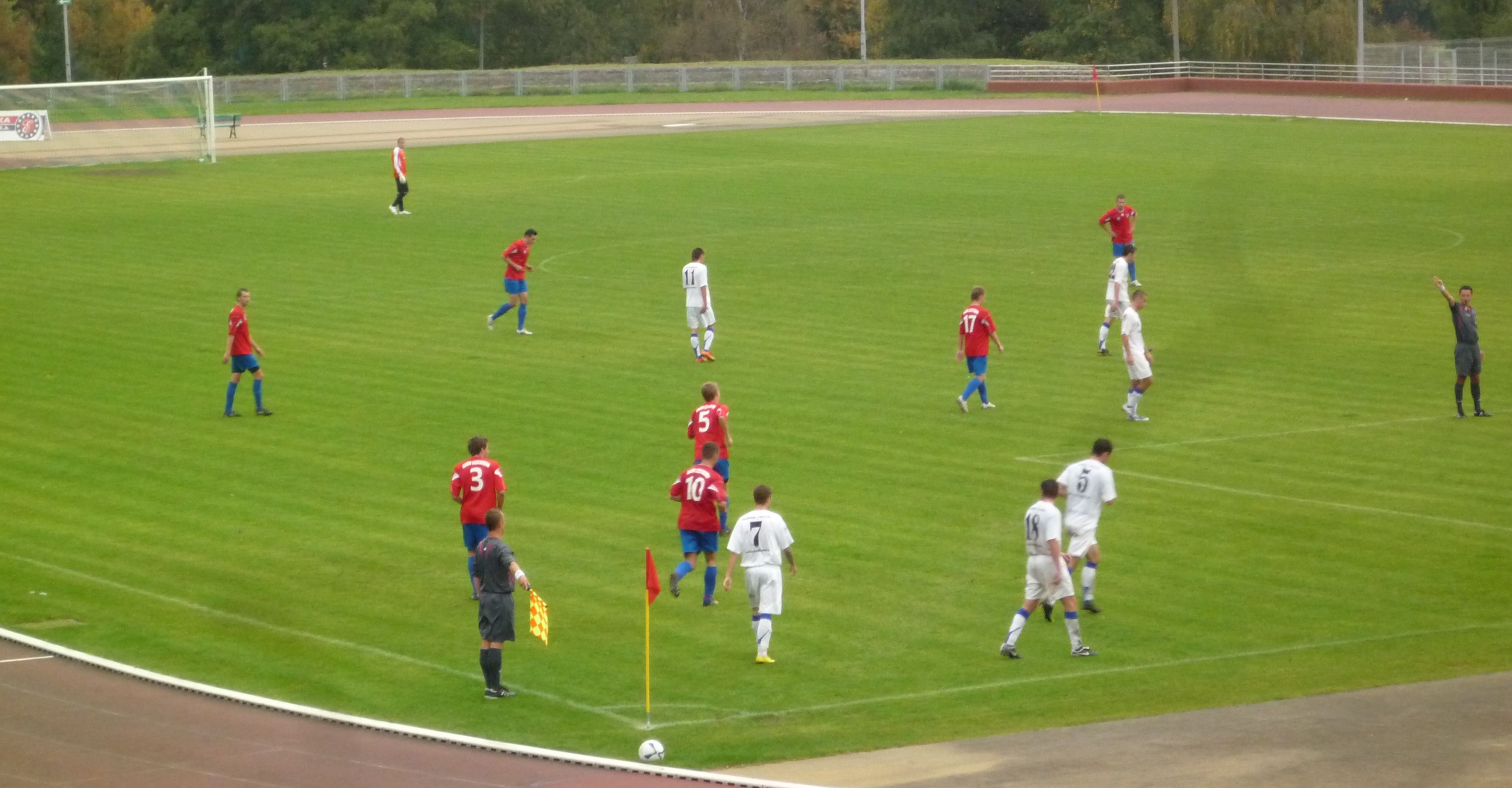
Mecz II ligi zachodniej 2010/11: Polonia Słubice – Raków Częstochowa

25 stycznia 2011 r. po rozegraniu rundy jesiennej zarząd klubu podjął decyzję o wycofaniu drużyny z rozgrywek II ligi, grupy zachodniej. Klub spadł automatycznie o 2 klasy niżej, czyli do IV ligi, lecz aby dograć sezon w rundzie wiosennej przystąpił do gorzowskiej klasy okręgowej gdzie pierwszy skład zastąpił drużynę rezerw. W sezonie 2011/2012 klub przystąpił do rozgrywek IV ligi lubuskiej w której po rundzie jesiennej był wiceliderem, a na koniec sezonu zajął 4 miejsce. Sezon 2012/2013 klub zakończył na przedostatniej pozycji w IV lidze spadając tym samym do gorzowskiej klasy okręgowej. Na początku sezonu LZS Odra Pławidło stała się drużyną rezerw i występowała w A-klasie jako Polonia II Słubice, jednak po sezonie drużynę rozwiązano. Przed sezonem 2013/2014 MKS Polonia Słubice połączył się ze Słubickim Klubem Piłkarskim Słubice i zmienił nazwę na SKP/Polonia Słubice.
Po spadku do A-klasy fuzja została rozwiązana i klub powrócił do tradycyjnej nazwy. W sezonie 2014/2015 klub po rocznym pobycie w A-klasie awansował do gorzowskiej grupy klasy okręgowej. W tym samym sezonie klub obchodził 70-lecie istnienia, podczas którego rozegrano mecz z Pogonią Lwów. Od sezonu 2015/2016 do 2017/2018 zespół występował w rozgrywkach klasy okręgowej, gdzie w dwóch pierwszych sezonach plasował się w czołówce tabeli, a w 2018 r. zajął 1. miejsce i wywalczył awans do IV ligi lubuskiej, w której pozostaje do dzisiaj.

### Historyczne nazwy
- sierpień 1945 – 1946: KS Kotwica Słubice (przy Państwowym Zarządzie Wodnym)[2]
- 1946 – 1957: KP Gwardia Słubice (przy PUBP Słubice, od 1949 r. jako ogólnopolskie Zrzeszenie Sportowe "Gwardia" Koło w Słubicach; barwy czerwono-biało-niebieskie)
- 1952 – 1957: Koło Sportowe Ogniwo Słubice (przy Powiatowej Radzie Narodowej, formalnie jako ogólnopolskie Zrzeszenie Sportowe "Ogniwo" Okręg Zielona Góra Koło nr 10 w Słubicach; barwy żółto-czerwone)
- 1957 – listopad 1958: KS Odra Słubice (fuzja KS Start i LZS Odra; barwy niebiesko-czerwone)[4]
- listopad 1958 – 1966: KS Słubiczanka Słubice (fuzja Czarnych i KS Odra, pod patronatem Krajowego Zrzeszenia LZS)[5]
- 20 grudnia 1966 – 31 grudnia 1977: MLKS Odra Słubice (barwy niebiesko-czerwone)
- 1 stycznia 1978 – 9 kwietnia 1987: MLKS Komes Słubice (sponsor tytularny ZPO Komes); barwy pomarańczowo-zielono-granatowe
  - 26 czerwca 1980: rozłam, powstanie LKS Lubusz Słubice (lekkoatletyka)
  - 1 stycznia 1983: rozłam, reaktywacja LKS Orkan Słubice (piłka ręczna kobiet przy ZSR w Słubicach)
- 9 kwietnia 1987 – październik 1993: MLKS Słubice
- październik 1993 – luty 1997: KS Polonia Słubice
- luty 1997 – 2003: MKS Polonia Słubice
- 2003 - 2007: MKS Polonia Intermarche Słubice (sponsor tytularny Intermarche)
- 2007 - marzec 2008: MKS Polonia Słubice
- marzec 2008 - 2009: MKS Polonia Kozera Słubice (sponsor tytularny Kozera Travel[6])
- 2009 - lipiec 2013: MKS Polonia Słubice
- lipiec 2013 – lipiec 2014: SKP Polonia Transhand Słubice (fuzja z SKP Słubice, sponsor tytularny Transhand)
- lipiec 2014 – lipiec 2023: MKS Polonia Słubice
- lipiec 2023 – lipiec 2024: MKS Osiedle Sady Polonia Słubice (sponsor tytularny Agencja Inwestycyjna Sp. z o.o. w Gorzowie Wlkp.)
- lipiec 2024 – nadal: MKS Grupa Chmiel Polonia Słubice (sponsor tytularny Grupa Chmiel)[7]

## Stadion

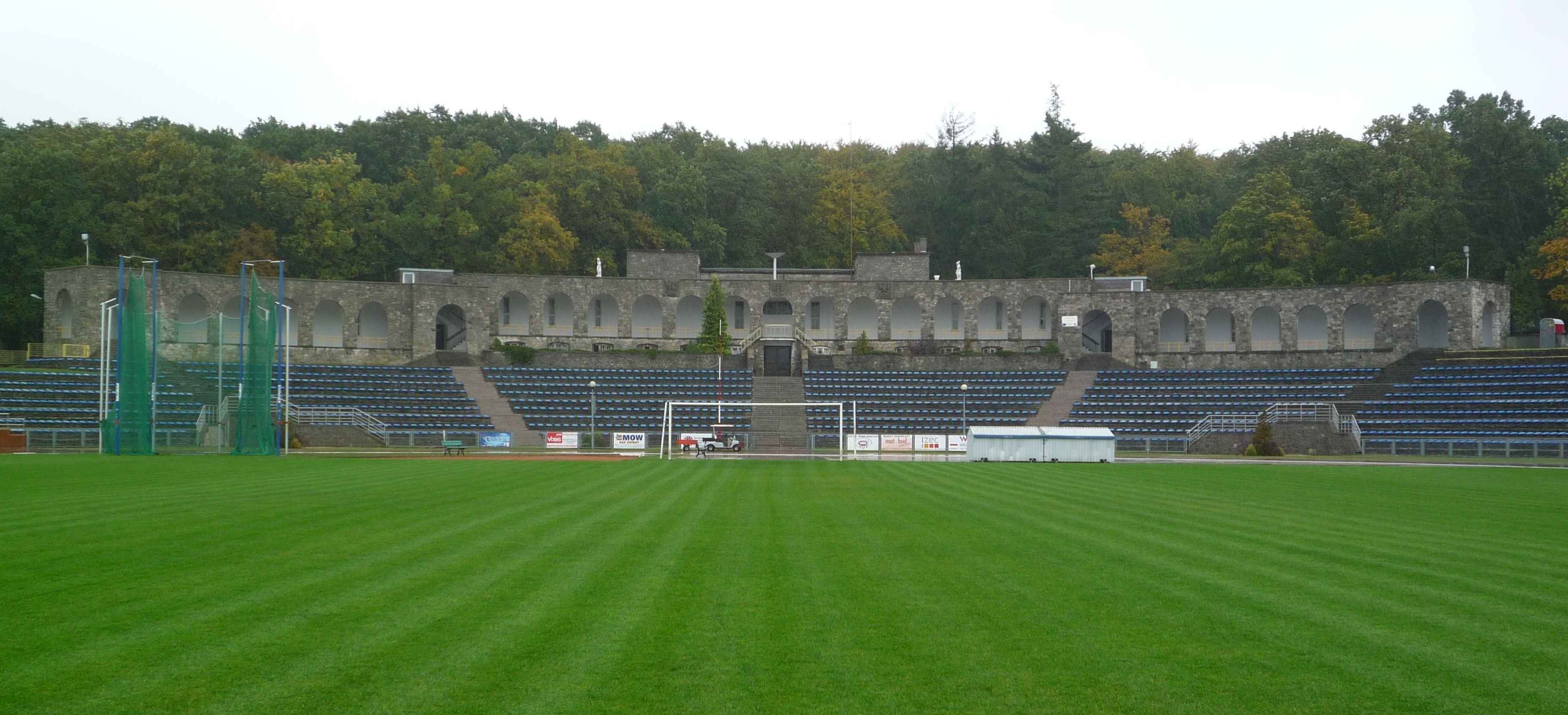
Stadion SOSiR w Słubicach – arkady

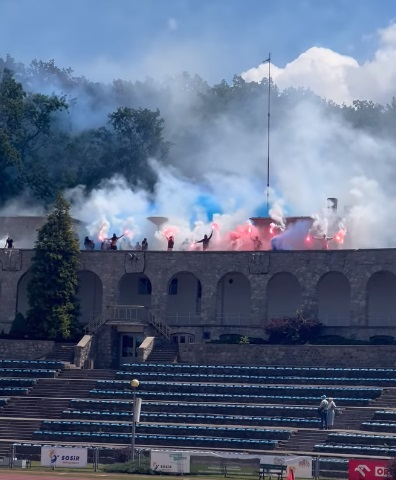
Arkady stadionu wykorzystane w oprawie kibiców Polonii Słubice

Przejdź do nawigacjiPrzejdź do wyszukiwania
Polonia domowe mecze rozgrywa na Stadionie SOSiR położonym przy ul. Sportowej 1 w Słubicach. Obiekt ma pojemność 6 tys. miejsc, w tym 3056 siedzących. Stadion posiada oświetlenie treningowe. Płyta boiska ma wymiary 105 × 60 m. Najwyższa frekwencja na stadionie padła podczas meczu Polska-Norwegia U18 w 1980 r. – 5000 widzów.
W 2009 r. zostało wyremontowane jedno z czterech boisk treningowych, które zostało wyposażone w sztuczną murawę, oświetlenie 4-masztowe oraz trybunę na 336 widzów.

## Zarząd MKS Polonia Słubice
Zarząd:
- prezes –  Marek Sławuta
- wiceprezesi –  Adam Szkudlarek, Marcin Marciniak
- sekretarz –  Łukasz Dunajewski
- członkowie zarządu –  Krzysztof Pawłowicz, Zdzisław Skubisz
- honorowy prezes zarządu –  Andrzej Martyniak

Poprzedni prezesi zarządu:
- sierpień 1945 – ?:  inż. Maksymilian Liwski (KS Kotwica)
- grudzień 1945 – ?:  Bogusław Berezowski (KP Gwardia, 1913–1977)
- ok. 1952:  Florian Styś (KS Ogniwo, 1914-1990)
- ?:  Władysław Cyganek (KS Odra)
- ?:  Leon Kiszkowiak (KS Słubiczanka)
- ? – 1968:  Franciszek Hop (MLKS Odra, 1911–1977)
- 1968 – 1969:  Jan Brożek (MLKS Odra, 1916–1982)
- 1969 – 1970:  Jan Kulisz (MLKS Odra)
- ? – 31 grudnia 1972:  Piotr Sonka (MLKS Odra)
- 1 stycznia 1973 - 1977:  Tadeusz Woźniak (MLKS Odra)
- 1977 – styczeń 1990:  mgr inż. Andrzej Kaczkowski (MLKS Komes, * 1939)
- styczeń 1990 – 1993: ?
- październik 1993 – 1996:  Ryszard Bodziacki (* 1959)
- 1996 – czerwiec 2008:  Mirosław Wrzesiński (* 1951)
- 24 czerwca 2008 – 23 stycznia 2009:  Robert Skowron (* 1968)
- 23 stycznia 2009 – 9 marca 2011: vacat
- 9 marca 2011 – 7 marca 2015:  Artur Smoleński (* 1966)
- 7 marca 2015 – 26 lutego 2024:  Andrzej Martyniak[12] (* 1951)
- 26 lutego 2024 – nadal:  Marek Sławuta

## Trenerzy seniorów
- sierpień 1945 – ?:  ? (KS Kotwica)
- styczeń 1946 – ok. 1950:  kpt. WOP Arkadiusz Rozenkier (KP Gwardia)
- 15 lipca 1968 – 1970:  Tadeusz Panke (MLKS Odra)
- 1970 – 1974: ? (MLKS Odra)
- 1974 – 1976:  Andrzej Skibniewski (MLKS Odra)
- 1976 – lipiec 1978:  inż. Mieczysław Dziamski (MLKS Odra)
- 15 lipca 1978 – ? 1978:  Tadeusz Panke (MLKS Komes)
- 1978 – 1980:  inż. Michał Rosiak (MLKS Komes)
- 1980 – ?:  Andrzej Żmuda (MLKS Komes)
- ? – 1982:  Bronisław Teodorczyk (MLKS Komes)
- 1983:  Włodzimierz Madałkiewicz (MLKS Komes)
- ? – grudzień 1984:  Stanisław Gorzelak (MLKS Komes)
- grudzień 1984 – 1986:  Zbigniew Pisarczyk (MLKS Komes)
- wrzesień 1986 – ?:  Tadeusz Czybuk (MLKS Słubice)
- ok. 1990:  Stanisław Kursa (MLKS Słubice)
- ok. 1990:  Marian Strep (MLKS Słubice, 1944-2012)
- 1994 – 1997:  Roman Sługocki[13] (KS Polonia, * 1945)
- 1997 – czerwiec 2002: ?
- 1 lipca 2002 – 1 maja 2003:  Tomasz Arteniuk[14] (* 1967)
- maj – listopad 2003:  Marek Śledź
- listopad 2003 – 2004:  Waldemar Stupiński (* 1955)
- 16 kwietnia 2004 – ? 2004:  Zbigniew Kozłowski[15] (* 1954)
- 11–16 sierpnia 2004:  Roland Heppner (* 1976)
- 16–28 sierpnia 2004:  Marian Putyra[16] (* 1957)
- 28 sierpnia 2004 – 28 listopada 2004:  Andrzej Buski
- 28 listopada 2004 – 10 maja 2005:  Sławomir Najtkowski[17] (* 1965)
- 10-31 maja 2005:  Roland Heppner (* 1976)
- 1 czerwca 2005 – grudzień 2005:  Ryszard Marcinkowski (1941–2018)
- 4 grudnia 2005 – czerwiec 2007:  Andrzej Michalski[18]
- 28 czerwca 2007 – 30 listopada 2007:  Sylwester Buczyński[18][19]
- 1 grudnia 2007 – 24 marca 2009:  Grzegorz Kapica[20][21][19] (* 1959)
- 24 marca 2009 – czerwiec 2009:  Andrzej Michalski
- 18 czerwca 2009 – 28 sierpnia 2009:  Marek Czerniawski (* 1964)
- 28 sierpnia 2009 – 26 czerwca 2010:  Tomasz Wichniarek[22][23]
- 26 czerwca 2010 – 31 sierpnia 2010:  Krzysztof Sobieszczuk
- 1 września 2010 – 18 stycznia 2011:  Wojciech Wąsikiewicz[24][25] (1946–2015)
- 2011 – listopad 2012:  Roberto Albanir Szymański (* 1970)
- 18 grudnia 2012 – 2013:  Łukasz Hein[26] (* 1984)
- lipiec 2013 – 2014:  Adam Mroziński[27]
- od lipca 2014 – nadal:  Andrzej Wypych

## Skład drużyny seniorskiej

### Skład w sezonie 1998/1999
| Nr | Poz. | Piłkarz                                                                       |
| -- | ---- | ----------------------------------------------------------------------------- |
|    | OB   | Marcin Dobras (ur. 1980, w drużynie 1998-2003, 2003-2006 i 2014-2017)         |
|    | PO   | Krzysztof Kaczmarczyk (ur. 1980, w drużynie 1998-2000, 2002-2005 i 2005-2008) |
|    | NA   | Dariusz Tataj (ur. 1978, w drużynie 1998-1999)                                |

### Skład w sezonie 2002/2003
| Nr | Poz. | Piłkarz                                                                       |
| -- | ---- | ----------------------------------------------------------------------------- |
|    | BR   | Dawid Dłoniak (ur. 1980, w drużynie 2002-2005)                                |
| 1  | BR   | Piotr Dmuchowski (ur. 1986, w drużynie 2002-2004, 2005-2009 i 2011-2013)      |
|    | BR   | Łukasz Ryszczuk (ur. 1983, w drużynie 2002-2003)                              |
|    | OB   | Michał Dąbrowski (ur. 1984, w drużynie 2002-2004)                             |
|    | OB   | Marcin Dobras (ur. 1980, w drużynie 1998-2003, 2003-2006 i 2014-2017)         |
|    | OB   | Krzysztof Ławrynowicz (ur. 1983, w drużynie 2002-2003)                        |
|    | OB   | Łukasz Martyniak (ur. 1983, w drużynie 2002-2004)                             |
|    | OB   | Piotr Marycki (ur. 1983, w drużynie 2002-2005 i 2011-2012)                    |
|    | OB   | Krzysztof Mrowiński (ur. 1980, w drużynie 2002-2003)                          |
|    | OB   | Wojciech Orzechowski (ur. 1979, w drużynie 2002-2003)                         |
|    | OB   | Jakub Pilczuk (ur. 1982, w drużynie 2002-2005)                                |
|    | PO   | Przemysław Begier (ur. 1979, w drużynie 2002-2004 i od 2015)                  |
|    | PO   | Paweł Goworko (ur. 1984, w drużynie 2002-2005, 2007-2008 i 2012-2017)         |
|    | PO   | Krzysztof Kaczmarczyk (ur. 1980, w drużynie 1998-2000, 2002-2005 i 2005-2008) |
|    | PO   | Rafał Lenk (ur. 1980, w drużynie 2002-2003)                                   |
|    | PO   | Tomasz Sobczak (ur. 1981, w drużynie 2002-2003)                               |
|    | PO   | Rafał Tretyn (ur. 1980, w drużynie 2002-2003)                                 |
|    | NA   | Tomasz Chojnacki (ur. 1980, w drużynie 2002-2003)                             |
|    | NA   | Paweł Cygan (ur. 1980, w drużynie 2002-2004)                                  |
|    | NA   | Łukasz Jaskólski (ur. 1984, w drużynie 2002-2003)                             |
|    | NA   | Łukasz Kochan (ur. 1983, w drużynie 2002-2003)                                |
|    | NA   | Piotr Mielnik (ur. 1983, w drużynie 2002-2003)                                |
|    | NA   | Janusz Obuchanicz (ur. 1981, w drużynie 2002-2003)                            |
|    | NA   | Przemysław Słonina (ur. 1984, w drużynie 2002-2004)                           |
|    | NA   | Jarosław Wysowski (ur. 1984, w drużynie 2002-2003)                            |

Źródło: 90minut.pl

### Skład w sezonie 2003/2004
| Nr | Poz. | Piłkarz                                                                       |
| -- | ---- | ----------------------------------------------------------------------------- |
|    | BR   | Dawid Dłoniak (ur. 1980, w drużynie 2002-2005)                                |
| 1  | BR   | Piotr Dmuchowski (ur. 1986, w drużynie 2002-2004, 2005-2009 i 2011-2013)      |
|    | BR   | Jacek Nowakowski (ur. 1971, w drużynie 2003-2004)                             |
|    | BR   | Dariusz Biały (ur. 1971, w drużynie 2003-2004)                                |
|    | OB   | Marek Andrzejkowicz (ur. 1981, w drużynie 2003-2004)                          |
|    | OB   | Rafał Chrupałła (ur. 1983, w drużynie 2003-2004)                              |
|    | OB   | Michał Dąbrowski (ur. 1984, w drużynie 2002-2004)                             |
|    | OB   | Marcin Dobras (ur. 1980, w drużynie 1998-2003, 2003-2006 i 2014-2017)         |
|    | OB   | Łukasz Martyniak (ur. 1983, w drużynie 2002-2004)                             |
|    | OB   | Piotr Marycki (ur. 1983, w drużynie 2002-2005 i 2011-2012)                    |
|    | OB   | Jakub Pilczuk (ur. 1982, w drużynie 2002-2005)                                |
|    | OB   | Michał Węgrzyn (ur. 1978, w drużynie 2003-2004)                               |
|    | PO   | Przemysław Begier (ur. 1979, w drużynie 2002-2004 i od 2015)                  |
|    | PO   | Piotr Chwesiuk (ur. 1982, w drużynie 2003-2004)                               |
|    | PO   | Sławomir Dopierała (ur. 1978, w drużynie 2003-2004)                           |
|    | PO   | Paweł Dzwończyk (ur. 1976, w drużynie 2003-2004)                              |
|    | PO   | Paweł Goworko (ur. 1984, w drużynie 2002-2005, 2007-2008 i 2012-2017)         |
|    | PO   | Andrzej Hebda (ur. 1975, w drużynie 2003-2004)                                |
|    | PO   | Paweł Janik (ur. 1980, w drużynie 2003-2004)                                  |
|    | PO   | Krzysztof Kaczmarczyk (ur. 1980, w drużynie 1998-2000, 2002-2005 i 2005-2008) |
|    | PO   | Kamil Nowakowski (ur. 1983, w drużynie 2003-2005                              |
|    | PO   | Tomasz Ruminkiewicz (ur. 1979, w drużynie 2003-2004)                          |
|    | PO   | Sławomir Sanecki (ur. 1979, w drużynie 2003-2004)                             |
|    | PO   | Adam Suchowera (ur. 1984, w drużynie 2003-2004)                               |
|    | PO   | Paweł Timoszyk (ur. 1985, w drużynie 2003-2010)                               |
|    | NA   | Paweł Cygan (ur. 1980, w drużynie 2002-2004)                                  |
|    | NA   | Sylwester Kawczyński (ur. 1971, w drużynie 2003-2005)                         |
|    | NA   | Adam Łagiewka (ur. 1982, w drużynie 2003-2004)                                |
|    | NA   | Krzysztof Rośmiarek (ur. 1979, w drużynie 2003-2005)                          |
|    | NA   | Paweł Siciński (ur. 1981, w drużynie 2003-2004)                               |
|    | NA   | Przemysław Słonina (ur. 1984, w drużynie 2002-2004)                           |
|    | NA   | Łukasz Ślifirczyk (ur. 1987, w drużynie 2003-2005)                            |

Źródło: 90minut.pl

### Skład w sezonie 2004/2005
| Nr | Poz. | Piłkarz                                                                       |
| -- | ---- | ----------------------------------------------------------------------------- |
|    | BR   | Dawid Dłoniak (ur. 1980, w drużynie 2002-2005)                                |
|    | BR   | Rafał Łopusiewicz (ur. 1988, w drużynie 2004-2006 i 2008-2009)                |
|    | BR   | Dawid Stronka (ur. 1987, w drużynie 2004-2005)                                |
|    | OB   | Radosław Bączyk (ur. 1982, w drużynie 2004-2009)                              |
|    | OB   | Marcin Dobras (ur. 1980, w drużynie 1998-2003, 2003-2006 i 2014-2017)         |
|    | OB   | Rafał Jakubczak (ur. 1981, w drużynie 2004-2009)                              |
|    | OB   | Piotr Marycki (ur. 1983, w drużynie 2002-2005 i 2011-2012)                    |
|    | OB   | Michał Mendelski (ur. 1985, w drużynie 2004-2005)                             |
|    | OB   | Jakub Pilczuk (ur. 1982, w drużynie 2002-2005)                                |
|    | OB   | Krzysztof Ziemniak (ur. 1984, w drużynie 2005-2006 i 2007-2008)               |
|    | PO   | Dawid Dąbrowski (ur. 1980, w drużynie 2004-2005)                              |
|    | PO   | Roland Heppner (ur. 1976, w drużynie 2004-2005)                               |
|    | PO   | Paweł Goworko (ur. 1984, w drużynie 2002-2005, 2007-2008 i 2012-2017)         |
|    | PO   | Dariusz Jarecki (ur. 1981, w drużynie 2004-2005)                              |
|    | PO   | Krzysztof Kaczmarczyk (ur. 1980, w drużynie 1998-2000, 2002-2005 i 2005-2008) |
|    | PO   | Kamil Nowakowski (ur. 1983, w drużynie 2003-2005)                             |
|    | PO   | Krystian Traczyk (ur. 1977, w drużynie 2004-2005 i 2014-2015)                 |
|    | PO   | Paweł Timoszyk (ur. 1985, w drużynie 2003-2010)                               |
|    | NA   | Patryk Groblica (ur. 1985, w drużynie 2004-2005)                              |
|    | NA   | Sylwester Kawczyński (ur. 1971, w drużynie 2003-2005)                         |
|    | NA   | Krzysztof Rośmiarek (ur. 1979, w drużynie 2003-2005)                          |
|    | NA   | Wiesław Rzeszowski (ur. 1981, w drużynie 2004-2005)                           |
|    | NA   | Łukasz Ślifirczyk (ur. 1987, w drużynie 2003-2005)                            |

Źródło: 90minut.pl

### Skład w sezonie 2005/2006
| Nr | Poz. | Piłkarz                                                                       |
| -- | ---- | ----------------------------------------------------------------------------- |
|    | BR   | Mirosław Dębiec (ur. 1987, w drużynie 2005-2008 i 2016-2017)                  |
| 1  | BR   | Piotr Dmuchowski (ur. 1986, w drużynie 2002-2004, 2005-2009 i 2011-2013)      |
|    | BR   | Rafał Łopusiewicz (ur. 1988, w drużynie 2004-2006 i 2008-2009)                |
|    | OB   | Radosław Bączyk (ur. 1982, w drużynie 2004-2009)                              |
|    | OB   | Marcin Dobras (ur. 1980, w drużynie 1998-2003, 2003-2006 i 2014-2017)         |
|    | OB   | Rafał Jakubczak (ur. 1981, w drużynie 2004-2009)                              |
|    | OB   | Robert Kozioła (ur. 1981, w drużynie 2005-2006)                               |
|    | OB   | Rafał Skiba (ur. 1982, w drużynie 2005-2006)                                  |
|    | OB   | Kamil Sylwestrzak (ur. 1988, w drużynie 2005-2008)                            |
|    | OB   | Krzysztof Ziemniak (ur. 1984, w drużynie 2005-2006 i 2007-2008)               |
|    | OB   | Arkadiusz Żyluk (ur. 1974, w drużynie 2005-2006 i 2007-2008)                  |
|    | PO   | Marcin Adamczewski (ur. 1986, w drużynie 2005-2006 i 2007-2008)               |
|    | PO   | Wojciech Glanc (ur. 1989, w drużynie 2005-2006)                               |
|    | PO   | Krzysztof Kaczmarczyk (ur. 1980, w drużynie 1998-2000, 2002-2005 i 2005-2008) |
|    | PO   | Łukasz Kałużny (ur. 1984, w drużynie 2005-2006 i 2007-2008)                   |
|    | PO   | Remigiusz Pasternak (ur. 1988, w drużynie 2005-2009)                          |
|    | PO   | Łukasz Świdkiewicz (ur. 1983, w drużynie 2005-2006)                           |
|    | PO   | Paweł Timoszyk (ur. 1985, w drużynie 2003-2010)                               |
|    | PO   | Tomáš Varhanik (ur. 1986, w drużynie 2005-2006)                               |
|    | NA   | Artur Anioł (ur. 1981, w drużynie 2005-2006 i 2007-2008)                      |
|    | NA   | Robert Budzałek (ur. 1988, w drużynie 2005-2009)                              |
|    | NA   | Radosław Bugaj (ur. 1978, w drużynie 2005-2006)                               |
|    | NA   | Bartosz Cal (ur. 1981, w drużynie 2005-2006)                                  |
|    | NA   | Piotr Smolec (ur. 1984, w drużynie 2005-2006)                                 |
|    | NA   | Ousmane Sylla (ur. 1984, w drużynie 2005-2010)                                |

Źródło: 90minut.pl

### Skład w sezonie 2006/2007
| Nr | Poz. | Piłkarz                                                                       |
| -- | ---- | ----------------------------------------------------------------------------- |
|    | BR   | Mirosław Dębiec (ur. 1987, w drużynie 2005-2008 i 2016-2017)                  |
| 1  | BR   | Piotr Dmuchowski (ur. 1986, w drużynie 2002-2004, 2005-2009 i 2011-2013)      |
|    | BR   | Rafał Łopusiewicz (ur. 1988, w drużynie 2004-2006 i 2008-2009)                |
|    | OB   | Radosław Bączyk (ur. 1982, w drużynie 2004-2009)                              |
|    | OB   | Rafał Jakubczak (ur. 1981, w drużynie 2004-2009)                              |
|    | OB   | Kamil Sylwestrzak (ur. 1988, w drużynie 2005-2008)                            |
|    | PO   | Krzysztof Kaczmarczyk (ur. 1980, w drużynie 1998-2000, 2002-2005 i 2005-2008) |
|    | PO   | Remigiusz Pasternak (ur. 1988, w drużynie 2005-2009)                          |
|    | PO   | Paweł Timoszyk (ur. 1985, w drużynie 2003-2010)                               |
|    | NA   | Robert Budzałek (ur. 1988, w drużynie 2005-2009)                              |
|    | NA   | Ousmane Sylla (ur. 1984, w drużynie 2005-2009, 2009-2010)                     |

Źródło: 90minut.pl

### Skład w sezonie 2007/2008
| Nr | Poz. | Piłkarz                                                                       |
| -- | ---- | ----------------------------------------------------------------------------- |
|    | BR   | Mirosław Dębiec (ur. 1987, w drużynie 2005-2008 i 2016-2017)                  |
| 1  | BR   | Piotr Dmuchowski (ur. 1986, w drużynie 2002-2004, 2005-2009 i 2011-2013)      |
|    | BR   | Kamil Jasiński (ur. 1989 i 2007-2008)                                         |
|    | OB   | Radosław Bączyk (ur. 1982, w drużynie 2004-2009)                              |
|    | OB   | Dawid Chanas (ur. 1988 i 2007-2008)                                           |
|    | OB   | Rafał Jakubczak (ur. 1981, w drużynie 2004-2009)                              |
|    | OB   | Artur Janus (ur. 1988, w drużynie 2007-2009)                                  |
|    | OB   | Adrian Kochanek (ur. 1989, w drużynie 2007-2010)                              |
|    | OB   | Janusz Niedźwiedź (ur. 1982 i 2007-2008)                                      |
|    | OB   | Kamil Sylwestrzak (ur. 1988, w drużynie 2005-2008)                            |
|    | OB   | Marcin Warcholak (ur. 1989, w drużynie 2007-2010)                             |
|    | OB   | Krzysztof Ziemniak (ur. 1984, w drużynie 2005-2006 i 2007-2008)               |
|    | OB   | Arkadiusz Żyluk (ur. 1974, w drużynie 2005-2006 i 2007-2008)                  |
|    | PO   | Marcin Adamczewski (ur. 1986, w drużynie 2005-2006 i 2007-2008)               |
|    | PO   | Paweł Goworko (ur. 1984, w drużynie 2002-2005, 2007-2008 i 2012-2017)         |
|    | PO   | Tomasz Iwanowski (ur. 1976, w drużynie 2007-2008)                             |
|    | PO   | Paweł Jankowski (ur. 1980, w drużynie 2007-2009)                              |
|    | PO   | Krzysztof Kaczmarczyk (ur. 1980, w drużynie 1998-2000, 2002-2005 i 2005-2008) |
|    | PO   | Łukasz Kałużny (ur. 1984, w drużynie 2005-2006 i 2007-2008)                   |
|    | PO   | Tomasz Krogulewski (ur. 1989, w drużynie 2007-2009)                           |
|    | PO   | Łukasz Kubik (ur. 1978, w drużynie tylko w 2008 r.)                           |
|    | PO   | Remigiusz Pasternak (ur. 1988, w drużynie 2005-2009)                          |
|    | PO   | Paweł Timoszyk (ur. 1985, w drużynie 2003-2010)                               |
|    | PO   | Marcin Żukowski (ur. 1981, w drużynie 2007-2009)                              |
|    | NA   | Artur Anioł (ur. 1981, w drużynie 2005-2006 i 2007-2008)                      |
|    | NA   | Robert Budzałek (ur. 1988, w drużynie 2005-2009)                              |
|    | NA   | Bartosz Kosman (ur. 1988, w drużynie 2007-2009)                               |
|    | NA   | Grzegorz Misiura (ur. 1981, w drużynie 2007-2008)                             |
|    | NA   | Murilo "Lilo" Rufino Barbosa (ur. 1983, w drużynie 2008-2009)                 |
|    | NA   | Mateusz Siudak (ur. 1988, w drużynie 2007-2008)                               |
|    | NA   | Ousmane Sylla (ur. 1984, w drużynie 2005-2010)                                |

Źródło: 90minut.pl

### Skład w sezonie 2008/2009
| Nr | Poz. | Piłkarz                                                                  |
| -- | ---- | ------------------------------------------------------------------------ |
| 1  | BR   | Piotr Dmuchowski (ur. 1986, w drużynie 2002-2004, 2005-2009 i 2011-2013) |
|    | BR   | Dawid Kręt (ur. 1988, w drużynie 2008-2009)                              |
|    | BR   | Rafał Łopusiewicz (ur. 1988, w drużynie 2004-2006 i 2008-2009)           |
|    | BR   | Tomasz Morawski (ur. 1991, w drużynie 2008-2009)                         |
|    | BR   | Artur Tumaszyk (ur. 1990, w drużynie 2008-2011)                          |
|    | OB   | Radosław Bączyk (ur. 1982, w drużynie 2004-2009)                         |
|    | OB   | Michał Benkowski (ur. 1985, w drużynie 2008-2009)                        |
|    | OB   | Adrian Chomiuk (ur. 1988, wypożyczony z Polonii Bytom)                   |
|    | OB   | Tomasz Gajowy (ur. 1979, w drużynie 20082-2009)                          |
|    | OB   | Rafał Jakubczak (ur. 1981, w drużynie 2004-2009)                         |
|    | OB   | Artur Janus (ur. 1988, w drużynie 2007-2009)                             |
|    | OB   | Adrian Kochanek (ur. 1989, w drużynie 2007-2010)                         |
|    | OB   | Ireneusz Marcinkowski (ur. 1977, w drużynie 2008-2011)                   |
|    | OB   | Mariusz Szyszka (ur. 1988, w drużynie 2008-2009 i 2010-2011)             |
|    | OB   | Marcin Warcholak (ur. 1989, w drużynie 2007-2010)                        |
|    | PO   | Arkadiusz Dereżyński (ur. 1985, w drużynie 2008-2009)                    |
|    | PO   | Radosław Feliński (ur. 1985, w drużynie 208-2009)                        |
|    | PO   | Paweł Jankowski (ur. 1980, w drużynie 2007-2009)                         |
|    | PO   | Tomasz Krogulewski (ur. 1989, w drużynie 2007-2009)                      |
|    | PO   | Mateusz Machaj (ur. 1989, w drużynie 2009, wypożyczony z Lecha Poznań)   |
|    | PO   | Andrzej Matwijów (ur. 1983, w drużynie 2008-2010)                        |
|    | PO   | Artur Miły (ur. 1986, w drużynie 2008-2009)                              |
|    | PO   | Maciej Ossowski (ur. 1991, w drużynie 2008-2010 i od 2020)               |
|    | PO   | Remigiusz Pasternak (ur. 1988, w drużynie 2005-2009)                     |
|    | PO   | Andrzej Pawłowski (ur. 1992, w drużynie 2007-2010 i 2010-2013)           |
|    | PO   | Krzysztof Piskuła (ur. 1973, w drużynie 2008-2009)                       |
|    | PO   | Jakub Sobczyk (ur. 1990, w drużynie 2008-2009)                           |
|    | PO   | Patryk Szafarczyk (ur. 1991, w drużynie 2008-2009)                       |
|    | PO   | Paweł Timoszyk (ur. 1985, w drużynie 2003-2010)                          |
|    | PO   | Adrian Zieliński (ur. 1992, w drużynie 2008-2012)                        |
|    | PO   | Marcin Żukowski (ur. 1981, w drużynie 2007-2009)                         |
|    | NA   | Grzegorz Bochenek (ur. 1986, w drużynie 2008-2009)                       |
|    | NA   | Robert Budzałek (ur. 1988, w drużynie 2005-2009)                         |
|    | NA   | Łukasz Janczarek (ur. 1985, w drużynie 2008-2009)                        |
|    | NA   | Dawid Jankowski (ur. 1991, w drużynie 2008-2011)                         |
|    | NA   | Mateusz Klimczak (ur. 1992, w drużynie 2008-2012)                        |
|    | NA   | Bartosz Kosman (ur. 1988, w drużynie 2007-2009)                          |
|    | NA   | Mateusz Nowaczewski (ur. 1990, w drużynie 2008-2009)                     |
|    | NA   | Wojciech Okińczyc (ur. 1986, w drużynie 2008-2009)                       |
|    | NA   | Paweł Posmyk (ur. 1981, w drużynie 2008-2011)                            |
|    | NA   | Ousmane Sylla (ur. 1984, w drużynie 2005-2010)                           |
|    | NA   | Mateusz Toporkiewicz (ur. 1991, w drużynie 2008-2010)                    |
|    | NA   | Michał Wawszczak (ur. 1988, w drużynie 2008-2010)                        |

Źródło: 90minut.pl

### Skład w sezonie 2009/2010
| Nr | Poz. | Piłkarz                                                        |
| -- | ---- | -------------------------------------------------------------- |
|    | BR   | Emil Anusiewicz (ur. 1990, w drużynie 2009-2010)               |
|    | BR   | Kacper Chłopecki (ur. 1993, w drużynie 2009-2012)              |
|    | BR   | Tomasz Laskowski (ur. 1984, w drużynie 2009-2011)              |
|    | BR   | Damian Matela (ur. 1992, w drużynie 2009-2011)                 |
|    | BR   | Artur Tumaszyk (ur. 1990, w drużynie 2008-2011)                |
|    | OB   | Aílton de Lima Silva (ur. 1988, w drużynie 2009-2010)          |
|    | OB   | Felipe Andrade Félix (ur. 1985)                                |
|    | OB   | Robert Gaca (ur. 1980, w drużynie 2009-2011)                   |
|    | OB   | Adrian Kochanek (ur. 1989, w drużynie 2007-2010)               |
|    | OB   | Rafał Krzyżanowski (ur. 1989, w drużynie 2009-2010)            |
|    | OB   | Ireneusz Marcinkowski (ur. 1977, w drużynie 2008-2011)         |
|    | OB   | Jovan Ninković (ur. 1987, w drużynie 2009-2010)                |
|    | OB   | Szymon Sidorowicz (ur. 1988, w drużynie 2009-2010)             |
|    | OB   | Michał Steinke (ur. 1988, w drużynie 2009-2010)                |
|    | OB   | Marcin Warcholak (ur. 1989, w drużynie 2007-2010)              |
|    | OB   | Adam Więckowski (ur. 1978, w drużynie 2009-2011)               |
|    | PO   | Carlos Alberto "Bebeto" Almeida da Mota Oliveira (ur. 1983)    |
|    | PO   | Piotr Charzewski (ur. 1988, w drużynie 2009-2011)              |
|    | PO   | Felipe de Paula (ur. 1988, w drużynie 2009-2010)               |
|    | PO   | Andriws Darlan "Jamaica" da Costa Mascarenhas (ur. 1987)       |
|    | PO   | Jefferson Miorando (ur. 1987, w drużynie 2009-2010)            |
|    | PO   | Amadeusz Kłodawski (ur. 1987, w drużynie 2009-2010)            |
|    | PO   | Marcelo Barbosa de Oliveira (ur. 1987, w drużynie 2009-2010)   |
|    | PO   | Andrzej Matwijów (ur. 1983, w drużynie 2008-2010)              |
|    | PO   | Maciej Ossowski (ur. 1991, w drużynie 2008-2010 i od 2020)     |
|    | PO   | Andrzej Pawłowski (ur. 1992, w drużynie 2007-2010 i 2010-2013) |
|    | PO   | Marcin Pietrzak (ur. 1991, w drużynie 2009-2011)               |
|    | PO   | Paweł Timoszyk (ur. 1985, w drużynie 2003-2010)                |
|    | PO   | Adrian Zieliński (ur. 1992, w drużynie 2008-2012)              |
|    | NA   | Michał Haftkowski (ur. 1987, w drużynie 2009-2011)             |
|    | NA   | Dawid Jankowski (ur. 1991, w drużynie 2008-2011)               |
|    | NA   | Maciej Malinowski (ur. 1977 (w drużynie 2009-2010))            |
|    | NA   | Filip Marciniak (ur. 1987, w drużynie 2009-2011)               |
|    | NA   | Paweł Posmyk (ur. 1981, w drużynie 2008-2011)                  |
|    | NA   | Krzysztof Sikora (ur. 1985, w drużynie 2009-210)               |
|    | NA   | Ousmane Sylla (ur. 1984, w drużynie 2005-2010)                 |
|    | NA   | Mateusz Toporkiewicz (ur. 1991, w drużynie 2008-2010)          |
|    | NA   | Michał Wawszczak (ur. 1988, w drużynie 2008-2010)              |

Źródło: 90minut.pl

### Skład w sezonie 2010/2011
| Nr | Poz. | Piłkarz                                                        |
| -- | ---- | -------------------------------------------------------------- |
|    | BR   | Kacper Chłopecki (ur. 1993, w drużynie 2009-2012)              |
|    | BR   | Tomasz Laskowski (ur. 1984, w drużynie 2009-2011)              |
|    | BR   | Damian Matela (ur. 1992, w drużynie 2009-2011)                 |
|    | BR   | Artur Tumaszyk (ur. 1990, w drużynie 2008-2011)                |
|    | OB   | Robert Gaca (ur. 1980, w drużynie 2009-2011)                   |
|    | OB   | Patryk Kurant (ur. 1991, w drużynie 2010-2011)                 |
|    | OB   | Ireneusz Marcinkowski (ur. 1977, w drużynie 2008-2011)         |
|    | OB   | Mariusz Szyszka (ur. 1988, w drużynie 2008-2009 i 2010-2011)   |
|    | OB   | Adam Więckowski (ur. 1980, w drużynie 2009-2011)               |
|    | OB   | Daniel Wojciechowski (ur. 1988, w drużynie 2010-2011)          |
|    | PO   | Carlos Alberto "Bebeto" Almeida da Mota Oliveira (ur. 1983)    |
|    | PO   | Tomasz Bejuk (ur. 1988, w drużynie 2010-2011)                  |
|    | PO   | Piotr Charzewski (ur. 1988, w drużynie 2009-2011)              |
|    | PO   | Ivan Luiz de Lima (ur. 1987, w drużynie 2010-2011)             |
|    | PO   | Filip Marciniak (ur. 1987, w drużynie 2009-2011)               |
|    | PO   | Patryk Nowaczewski (ur. 1993, w drużynie 2010-2011 i od 2019)  |
|    | PO   | Maciej Ossowski (ur. 1991, w drużynie 2008-2010 i od 2020)     |
|    | PO   | Andrzej Pawłowski (ur. 1992, w drużynie 2007-2010 i 2010-2013) |
|    | PO   | Marcin Pietrzak (ur. 1991, w drużynie 2009-2011)               |
| 5  | PO   | Maciej Stefanowicz (ur. 1993, w drużynie 2010-2012)            |
|    | PO   | Adrian Zieliński (ur. 1992, w drużynie 2008-2012)              |
|    | NA   | Luiz Adriano de Oliveira (ur. 1986, w drużynie 2010-2011)      |
|    | NA   | Michał Haftkowski (ur. 1987, w drużynie 2009-2011)             |
|    | NA   | Dawid Jankowski (ur. 1987, w drużynie 2008-2011)               |
|    | NA   | Mateusz Klimczak (ur. 1992, w drużynie 2008-2012)              |
|    | NA   | Paweł Posmyk (ur. 1981, w drużynie 2008-2011)                  |

Źródło: 90minut.pl

### Skład w sezonie 2011/2012
| Nr | Poz. | Piłkarz                                                                  |
| -- | ---- | ------------------------------------------------------------------------ |
| 12 | BR   | Kacper Chłopecki (ur. 1993, w drużynie 2009-2012)                        |
| 1  | BR   | Piotr Dmuchowski (ur. 1986, w drużynie 2002-2004, 2005-2009 i 2011-2013) |
|    | OB   | Rafał Biskowski (ur. 1994, w drużynie 2011-2012)                         |
|    | OB   | Patryk Czereda (ur. 1994, w drużynie 2011-2012)                          |
|    | OB   | Wojciech Karolewski (ur. 1992, w drużynie 2011-2012)                     |
|    | OB   | Bartosz Koniuszkiewicz (ur. 1991, w drużynie 2011-2012)                  |
|    | OB   | Piotr Marycki (ur. 1983, w drużynie 2002-2005 i 2011-2012)               |
|    | OB   | Jakub Nowak (ur. 1993, w drużynie 2011-2012)                             |
|    | OB   | Łukasz Paszkiewicz (ur. 1992, w drużynie 2011-2012)                      |
|    | OB   | Radosław Pawełkiewicz (ur. 1992, w drużynie 2011-2012)                   |
|    | PO   | Marcin Kaczmarek (ur. 1992, w drużynie 2011-2012)                        |
|    | PO   | Kamil Maciejewski (ur. 1993, w drużynie 2011-2012)                       |
|    | PO   | Andrzej Pawłowski (ur. 1992, w drużynie 2007-2010 i 2010-2013)           |
|    | PO   | Maciej Stefanowicz (ur. 1993, w drużynie 2010-2012)                      |
|    | PO   | Adrian Zieliński (ur. 1992, w drużynie 2008-2012)                        |
|    | NA   | Mateusz Klimczak (ur. 1992, w drużynie 2008-2012)                        |
|    | NA   | Robson Henrique Moreira (ur. 1992, w drużynie 2011-2012)                 |
|    | NA   | Norbert Niedużak (ur. 1993, w drużynie 2011-2012)                        |

### Skład w sezonie 2012/2013
| Nr | Poz. | Piłkarz                                                                  |
| -- | ---- | ------------------------------------------------------------------------ |
| 1  | BR   | Piotr Dmuchowski (ur. 1986, w drużynie 2002-2004, 2005-2009 i 2011-2013) |
|    | PO   | Andrzej Pawłowski (ur. 1992, w drużynie 2007-2010 i 2010-2013)           |
|    | NA   | Robson Henrique Moreira (ur. 1992, w drużynie 2011-2012)                 |

### Skład w sezonie 2014/2015
| Nr    | Poz. | Piłkarz                                                         |
| ----- | ---- | --------------------------------------------------------------- |
| 1     | BR   | Tomasz Markun (ur. 1997, w drużynie 2014-2015)                  |
| 2     | OB   | Daniel Milewski (ur. 1991, w drużynie 2014-2015)                |
| 3     | OB   | Andrzej Nowakowski (ur. 1985, w drużynie 2014-2015)             |
| 4     | OB   | Dawid Żurawski (ur. 1996, w drużynie 2014-2017 i od 2020)       |
| 5     |      | Krystian Traczyk (ur. 1977, w drużynie 2004-2005 i 2014-2015)   |
| 17    | PO   | Łukasz Tabaka (ur. 1993, w drużynie 2014-2018)                  |
| 9     | NA   | Rafał Gronostaj (ur. 1997, w drużynie 2014-2020)                |
| 7 (C) |      | Radosław Kamiński (w drużynie 2014-2019)                        |
| 6     |      | Tomasz Dobrzański (w drużynie 2014-2015)                        |
| 13    |      | Aleksander Dudziński (w drużynie 2014-2015)                     |
| 19    |      | Krystian Haręzga (w drużynie 2014-2016)                         |
| 15    |      | Krystian Jasiński (w drużynie 2014-2015)                        |
| 21    |      | Tomasz Kryda (w drużynie 2014-2015)                             |
| 33    |      | Sebastian Machnik (ur. 1988, w drużynie 2014-2015)              |
| 22    |      | Dawid Podgórski (w drużynie 2014-2015)                          |
| 8     |      | Wojciech Zieniewicz (ur. 1996, w drużynie 2014-2015, 2016-2018) |

### Skład w sezonie 2015/2016
| Nr    | Poz. | Piłkarz                                                               |
| ----- | ---- | --------------------------------------------------------------------- |
| 1     | BR   | Michał Wilczewski (w drużynie 2015-2016 i 2017-2018)                  |
| 5     | OB   | Marcin Dobras (ur. 1980, w drużynie 1998-2003, 2003-2006 i 2014-2017) |
| 4     | OB   | Dawid Żurawski (w drużynie 2014-2017 i od 2020)                       |
| 10    | PO   | Przemysław Begier (ur. 1979, w drużynie 2002-2004 i od 2015)          |
| 3     | PO   | Alan Chaba (ur. 2000, w drużynie 2015-2016)                           |
| 11    | PO   | Łukasz Tabaka (ur. 1993, w drużynie 2014-2018)                        |
| 14    | NA   | Rafał Gronostaj (ur. 1997, w drużynie 2014-2020)                      |
| 15    |      | Kacper Brzozowski (w drużynie 2015-2016)                              |
| 17    |      | Tomasz Frąckowiak (w drużynie 2015-2017)                              |
| 16    |      | Paweł Górowski (w drużynie 2015-2016)                                 |
| 19    |      | Dominik Grabowski (w drużynie 2015-2018)                              |
| 18    |      | Krystian Haręzga (w drużynie 2014-2016)                               |
| 7 (C) |      | Radosław Kamiński (w drużynie 2014-2019)                              |
| 22    |      | Maciej Łowiecki (w drużynie 2015-2016)                                |
| 21    |      | Dorian Nowicki (w drużynie 2015-2016)                                 |
| 13    |      | Norbert Pawłowicz (ur. 1996, w drużynie od 2016)                      |
| 8     |      | Bartosz Roman (w drużynie 2015-2019)                                  |
| 20    |      | Przemysław Sadowski (w drużynie 2015-2018)                            |

### Skład w sezonie 2016/2017
| Nr    | Poz. | Piłkarz                                                      |
| ----- | ---- | ------------------------------------------------------------ |
| 1     | BR   | Mirosław Dębiec (ur. 1987, w drużynie 2005-2008 i 2016-2017) |
| 22    | BR   | Bartosz Kuźmicz (ur. 2000, w drużynie 2016-2017 i od 2019)   |
| 4     | OB   | Dawid Żurawski (ur. 1996, w drużynie 2014-2017 i od 2020)    |
| 10    | PO   | Przemysław Begier (ur. 1979, w drużynie 2002-2004 i od 2015) |
| 9     | PO   | Mariusz Guraj (ur. 1985, w drużynie od 2016)                 |
| 13    | PO   | Norbert Pawłowicz (ur. 1996, w drużynie od 2016)             |
| 14    | NA   | Rafał Gronostaj (ur. 1997, w drużynie 2014-2020)             |
| 7 (C) |      | Radosław Kamiński (w drużynie 2014-2019)                     |
| 22    |      | Tomasz Fedyk (w drużynie 2016-2017)                          |
| 17    |      | Tomasz Frąckowiak (w drużynie 2015-2017)                     |
| 15    |      | Norbert Makuchowski (w drużynie 2016-2018)                   |
| 16    |      | Łukasz Martens (w drużynie 2016-2019)                        |
| 19    |      | Bartosz Matusiak (w drużynie 2016-2017)                      |
| 18    |      | Szymon Mroczkowski (w drużynie 2016-2017)                    |
| 8     |      | Bartosz Roman (w drużynie 2015-2019)                         |
| 21    |      | Przemysław Sadowski (w drużynie 2015-2018)                   |
| 5     |      | Daniel Szafran (w drużynie 2016-2017)                        |

### Skład w sezonie 2017/2018
| Nr     | Poz. | Piłkarz                                                         |
| ------ | ---- | --------------------------------------------------------------- |
| 23, 68 | BR   | Gabriel Kodzis (ur. 1997, w drużynie 2017-2019)                 |
| 1      | BR   | Michał Wilczewski (w drużynie 2015-2016 i 2017-2018             |
| 2      | OB   | Hayato Kuramoto (w drużynie 2017-2019)                          |
| 3      | OB   | Igor Kurkowski (w drużynie 2017-2019)                           |
| 14     | OB   | Ihor Myrko (ur. 1988, w drużynie od 2017)                       |
| 10     | PO   | Przemysław Begier (ur. 1979, w drużynie 2002-2004 i od 2015)    |
| 8      | PO   | Wojciech Zieniewicz (ur. 1996, w drużynie 2014-2015, 2016-2018) |
| 9      | PO   | Mariusz Guraj (ur. 1985, w drużynie od 2016)                    |
| 13     | PO   | Norbert Pawłowicz (ur. 1996, w drużynie od 2016)                |
| 11     | PO   | Łukasz Tabaka (ur. 1993, w drużynie 2014-2018)                  |
| 6, 14  | NA   | Rafał Gronostaj (ur. 1997, w drużynie 2014-2020)                |
| 4      | NA   | Eligiusz Krzeptowski (ur. 1996, w drużynie 2017-2018)           |
| 18     |      | Dominiki Gaudyn (w drużynie 2017-2018)                          |
| 19     |      | Dominik Grabowski (w drużynie 2015-2018)                        |
| 7 (C)  |      | Radosław Kamiński (w drużynie 2014-2018)                        |
| 8      |      | Tomasz Koszela (ur. 1990, w drużynie 2017-2019)                 |
| 15     |      | Norbert Makuchowski (w drużynie 2016-2018)                      |
| 16     |      | Łukasz Martens (w drużynie 2016-2019)                           |
| 22     |      | Bartosz Roman (w drużynie 2015-2019)                            |
| 21     |      | Przemysław Sadowski (w drużynie 2015-2018)                      |

Źródło: Slubice24.pl

### Skład w sezonie 2018/2019
| Nr | Poz. | Piłkarz                                                         |
| -- | ---- | --------------------------------------------------------------- |
| 23 | BR   | Gabriel Kodzis (ur. 1997, w drużynie 2017-2019)                 |
| 12 | BR   | Jakub Szewieliński (ur. 2001, w drużynie od 2018)               |
| 8  | OB   | Gabriel Chrostowski (ur. 2000, w drużynie od 2018)              |
| 4  | OB   | Morgan Cyril Janvier (w drużynie 2018-2019)                     |
| 2  | OB   | Hayato Kuramoto (w drużynie 2017-2019)                          |
| 3  | OB   | Igor Kurkowski (w drużynie 2017-2019)                           |
| 10 | PO   | Przemysław Begier (ur. 1979, w drużynie 2002-2004 i od 2015)    |
| 9  | PO   | Mariusz Guraj (ur. 1985, w drużynie od 2016)                    |
| 15 | PO   | Łukasz Chrostowski (ur. 2000, w drużynie od 2018)               |
| 13 | PO   | Norbert Pawłowicz (ur. 1996, w drużynie od 2016)                |
| 22 | PO   | Daniel Stadie (ur. 1999, w drużynie od 2018)                    |
| 11 | PO   | Łukasz Tabaka (ur. 1993, w drużynie 2014-2018)                  |
| 14 | NA   | Rafał Gronostaj (ur. 1997, w drużynie 2014-2020)                |
| 19 |      | Dominik Grabowski (w drużynie 2015-2018)                        |
| 7  |      | Radosław Kamiński (w drużynie 2014-2019)                        |
| 8  |      | Tomasz Koszela (ur. 1990, w drużynie 207-2019)                  |
| 17 |      | Patryk Kowalski (w drużynie 2018-2020)                          |
| 19 |      | Viacheslav Kravchuk (ur. 1999, w drużynie 2018-2020)            |
| 20 |      | Iven Malulu (ur. 1996, w drużynie 2018-2019)                    |
| 16 |      | Łukasz Martens (w drużynie 2016-2019)                           |
| 18 |      | Przemysław Piasecki (w drużynie 2018-2019)                      |
| 22 |      | Bartosz Roman (w drużynie 2015-2019)                            |
| 6  |      | Wojciech Zieniewicz (ur. 1996, w drużynie 2014-2015, 2016-2018) |

### Skład w sezonie 2019/2020
| Nr     | Poz. | Piłkarz                                                       |
| ------ | ---- | ------------------------------------------------------------- |
| 23     |      | Bartosz Kuźmicz (ur. 2000, w drużynie 2016-2017 i od 2019)    |
| 12     | BR   | Jakub Szewieliński (ur. 2001, w drużynie od 2018)             |
| 8      | OB   | Gabriel Chrostowski (ur. 2000, w drużynie od 2018)            |
| 3      | OB   | Ihor Myrko (ur. 1988, w drużynie od 2017)                     |
| 5      | OB   | Dawid Kucharski (ur. 1984, w drużynie 2019-2020)              |
| 6      | OB   | Mateusz Stefanowicz (ur. 1996, w drużynie 2019-2020)          |
| 10 (C) | PO   | Przemysław Begier (ur. 1979, w drużynie 2002-2004 i od 2015)  |
| 15     | PO   | Łukasz Chrostowski (ur. 2000, w drużynie od 2018)             |
| 18     | PO   | Luiz Eduardo França Silva (ur. 2001)                          |
| 7      | PO   | Mariusz Guraj (ur. 1985, w drużynie od 2016)                  |
| 20     | PO   | Patryk Nowaczewski (ur. 1993, w drużynie 2010-2011 i od 2019) |
| 13     | PO   | Norbert Pawłowicz (ur. 1996, w drużynie od 2016)              |
| 22     | PO   | Daniel Stadie (ur. 1999, w drużynie od 2018)                  |
| 14     | NA   | Rafał Gronostaj (ur. 1997, w drużynie 2014-2020)              |
| 11     | NA   | Giovani Parizotto (ur. 1995, w drużynie od 2019)              |
| 17     |      | Patryk Kowalski (w drużynie 2018-2020)                        |
| 19     |      | Viacheslav Kravchuk (ur. 1999, w drużynie 2018-2020)          |

### Skład w sezonie 2020/2021
| Nr     | Poz. | Piłkarz                                                       |
| ------ | ---- | ------------------------------------------------------------- |
| 23     | BR   | Radosław Bednarczyk(ur. 2003, w drużynie od 2020)             |
| 12     | BR   | Jakub Szewieliński (ur. 2001, w drużynie od 2018)             |
|        | OB   | Szymon Biernat (ur. 2001, w drużynie od 2020)                 |
| 8      | OB   | Gabriel Chrostowski (ur. 2000, w drużynie od 2018)            |
| 4      | OB   | Dawid Żurawski (ur. 1996, w drużynie 2014-2017 i od 2020)     |
| 10 (C) | PO   | Przemysław Begier (ur. 1979, w drużynie 2002-2004 i od 2015)  |
| 15     | PO   | Łukasz Chrostowski (ur. 2000, w drużynie od 2018)             |
| 9      | PO   | Mariusz Guraj (ur. 1985, w drużynie od 2016)                  |
| 20     | PO   | Patryk Nowaczewski (ur. 1993, w drużynie 2010-2011 i od 2019) |
| 2      | PO   | Maciej Ossowski (ur. 1991, w drużynie 2008-2010 i od 2020)    |
| 13     | PO   | Norbert Pawłowicz (ur. 1996, w drużynie od 2016)              |
| 22     | PO   | Daniel Stadie (ur. 1999, w drużynie od 2018)                  |
| 11     | NA   | Giovani Parizotto (ur. 1995, w drużynie od 2019)              |

### Skład w sezonie 2021/2022
| Nr     | Poz. | Piłkarz                                                      |
| ------ | ---- | ------------------------------------------------------------ |
|        | BR   | Grzegorz Gibki (ur. 2000, w drużynie 2022)                   |
|        | BR   | Bartosz Kuźmicz (ur. 2000, w drużynie 2016-2017 i od 2019)   |
|        | BR   | Arkadiusz Liszewski (ur. 2002, w drużynie od 2021)           |
|        | BR   | Jakub Szewieliński (ur. 2001, w drużynie od 2018)            |
|        | OB   | Szymon Biernat (ur. 2001, w drużynie od 2020)                |
| 8      | OB   | Gabriel Chrostowski (ur. 2000, w drużynie od 2018)           |
|        | OB   | Kamil Stondzik (ur. 2003, w drużynie od 2021)                |
| 4      | OB   | Dawid Żurawski (ur. 1996, w drużynie 2014-2017 i od 2020)    |
|        | PO   | Hubert Alicki (ur. 2004, w drużynie od 2021)                 |
|        | PO   | Oliwier Begier (ur. 2004, w drużynie od 2022)                |
| 10 (C) | PO   | Przemysław Begier (ur. 1979, w drużynie 2002-2004 i od 2015) |
| 15     | PO   | Łukasz Chrostowski (ur. 2000, w drużynie od 2018)            |
| 9      | PO   | Mariusz Guraj (ur. 1985, w drużynie od 2016)                 |
| 20     | PO   | Patryk Nowaczewski (ur. 1993, w drużynie od 2019)            |
|        | PO   | Maciej Ossowski (ur. 1991, w drużynie 2008-2010 i od 2020)   |
| 13     | PO   | Norbert Pawłowicz (ur. 1996, w drużynie od 2016)             |
| 22     | PO   | Daniel Stadie (ur. 1999, w drużynie od 2018)                 |
|        | NA   | Piotr Codogni (w drużynie od 2021)                           |
| 19     | NA   | André Felipe (ur. 1999, w drużynie od 2021)                  |
| 16     | NA   | Michał Krupowicz (w drużynie od 2021)                        |
| 11     | NA   | Giovani Parizotto (ur. 1995, w drużynie od 2019)             |

### Skład w sezonie 2022/2023
Stan na 1 sierpnia 2022
| Nr  | Poz. | Piłkarz                                                      |
| --- | ---- | ------------------------------------------------------------ |
|     | BR   | Mark Barsukou (ur. 2001, w drużynie od 2022)                 |
|     | BR   | Anton Omarov (ur. ??, w drużynie od 2022)                    |
|     | OB   | Szymon Biernat (ur. 2001, w drużynie od 2020)                |
|     | OB   | Gabriel Chrostowski (ur. 2000, w drużynie od 2018)           |
|     | OB   | Ihor Myrko (ur. 1988, w drużynie od 2017)                    |
|     | OB   | Kamil Stondzik (ur. 2003, w drużynie od 2021)                |
|     | OB   | Dawid Żurawski (ur. 1996, w drużynie 2014-2017 i od 2020)    |
|     | PO   | Hubert Alicki (ur. 2004, w drużynie od 2021)                 |
|     | PO   | Oliwier Begier (ur. 2004, w drużynie od 2022)                |
| (C) | PO   | Przemysław Begier (ur. 1979, w drużynie 2002-2004 i od 2015) |
|     | PO   | Bartosz Wojciech Chojnacki (ur. ??, w drużynie od 2022)      |
|     | PO   | Łukasz Chrostowski (ur. 2000, w drużynie od 2018)            |
|     | PO   | Mariusz Guraj (ur. 1985, w drużynie od 2016)                 |
|     | PO   | Patryk Nowaczewski (ur. 1993, w drużynie od 2019)            |
|     | PO   | Maciej Ossowski (ur. 1991, w drużynie 2008-2010 i od 2020)   |
|     | PO   | Norbert Pawłowicz (ur. 1996, w drużynie od 2016)             |
|     | PO   | Daniel Stadie (ur. 1999, w drużynie od 2018)                 |
|     | NA   | Piotr Codogni (w drużynie od 2021)                           |
|     | NA   | André Felipe (ur. 1999, w drużynie od 2021)                  |
|     | NA   | Michał Krupowicz (w drużynie od 2021)                        |
|     | NA   | Giovani Parizotto (ur. 1995, w drużynie od 2019)             |
|     | NA   | Jakub Świder (ur. 2001, w drużynie od 2022)                  |

## Udział w rozgrywkach ligowych i Pucharze Polski

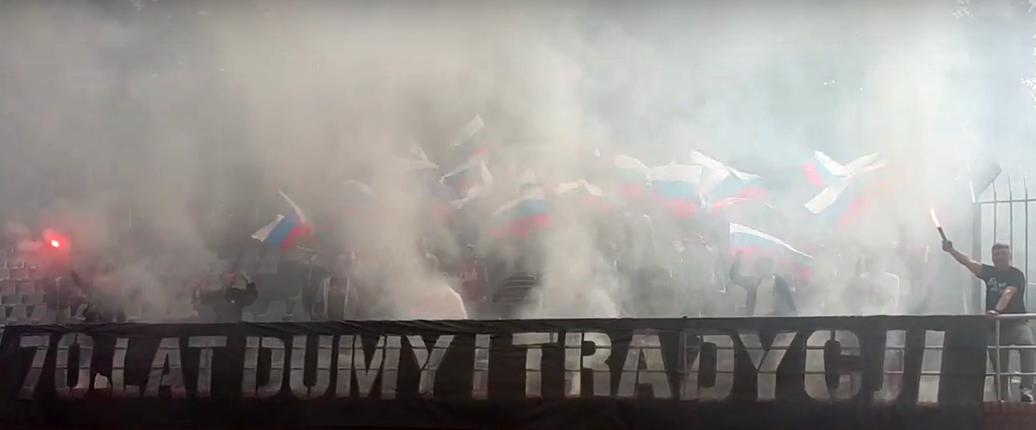
Oprawa kibiców Polonii podczas meczu z Pogonią Lwów z okazji 70-lecia klubu.

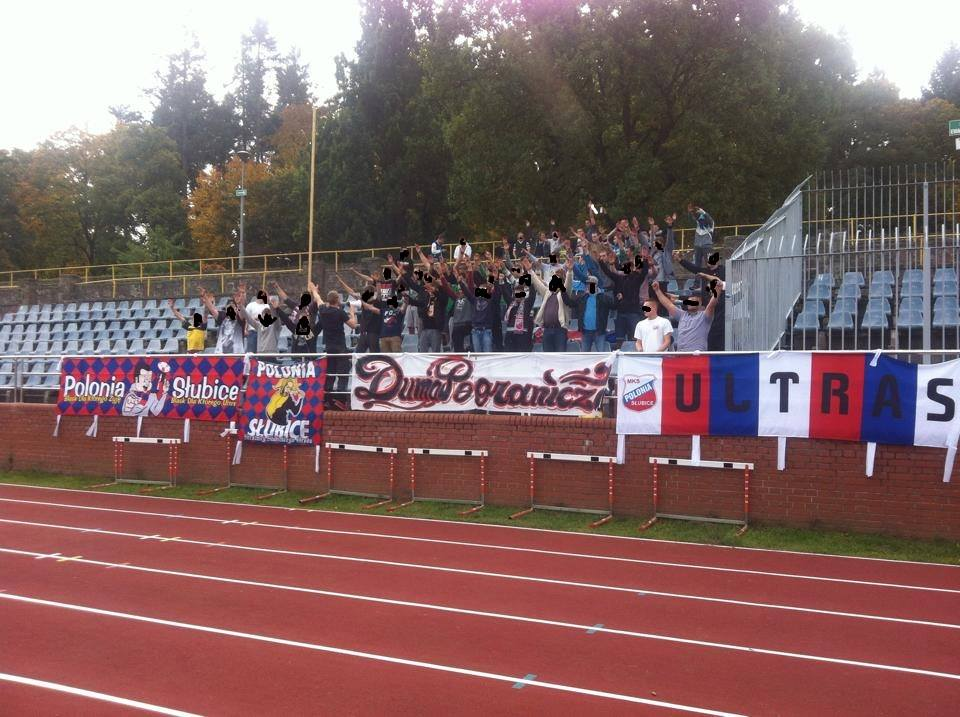
Kibice Polonii Słubice

### Rozgrywki ligowe
| Poziom rozgrywek | Liczba sezonów | Sezony |
| ---------------- | -------------- | --- |
| I                | 0              | - |
| II               | 0              | - |
| III              | 12             | 1996/1997, 1997/1998, 1998/1999, 1999/2000, 2003/2004, 2004/2005, 2005/2006, 2006/2007, 2007/2008, 2008/2009, 2009/2010, 2010/2011 |
| IV               | 37             | 1960/1961, 1961/1962, 1962/1963, 1963/1964, 1964/1965, 1965/1966, 1966/1967, 1967/1968, 1968/1969, 1969/1970, 1970/1971, 1971/1972, 1972/1973, 1973/1974, 1974/1975, 1975/1976, 1976/1977, 1977/1978, 1978/1979, 1979/1980, 1980/1981, 1981/1982, 1982/1983, 1984/1984, 1984/1985, 1985/1986, 1986/1987, 1987/1988, 1988/1989, 1989/1990, 1990/1991, 1991/1992, 1995/1996, 2000/2001, 2001/2002, 2002/2003, 2024/2025 |
| V                | 21             | 1951, 1952, 1953, 1954, 1955, 1956, 1957, 1958, 1959, 1960, 1992/1993, 1993/1994, 1994/1995, 2011/2012, 2012/2013, 2018/2019, 2019/2020, 2020/2021, 2021/2022, 2022/2023, 2023/2024 |
| VI               | 4              | 2013/2014, 2015/2016, 2016/2017, 2017/2018 |
| VII              | 1              | 2014/2015 |

| Sezon   | Liga                                   | Miejsce         | Punkty | Bramki | Uwagi                                                                                                 |
| ------- | -------------------------------------- | --------------- | ------ | ------ | --- |
| 1945    | system bezligowy                       | b.d.            | b.d.   | b.d.   | występy pod nazwą Kotwica Słubice                                                                     |
| 1946    | system bezligowy                       | b.d.            | b.d.   | b.d.   | |
| 1947    | system bezligowy                       | b.d.            | b.d.   | b.d.   | |
| 1948    | b.d.                                   | b.d.            | b.d.   | b.d.   | |
| 1949    | b.d.                                   | b.d.            | b.d.   | b.d.   | |
| 1950    | b.d.                                   | b.d.            | b.d.   | b.d.   | |
| 1951    | Klasa B (Zielona Góra)                 | 1               | 15     | 35:12  | występy pod nazwą KP Gwardia Słubice (baraż)                                                          |
| 1952    | Klasa B (Zielona Góra)                 |                 |        |        | (w latach 1952-1957 obok KP Gwardia grał również KS Ogniwo)                                           |
| 1953    | Klasa B (Zielona Góra)                 |                 |        |        | (w latach 1952-1957 obok KP Gwardia grał również KS Ogniwo)                                           |
| 1954    | Klasa B (Zielona Góra)                 |                 |        |        | (w latach 1952-1957 obok KP Gwardia grał również KS Ogniwo)                                           |
| 1955    | Klasa B (Zielona Góra)                 |                 |        |        | (w latach 1952-1957 obok KP Gwardia grał również KS Ogniwo)                                           |
| 1956    | Klasa C (Krosno Odrzańskie)            |                 |        |        | (w latach 1952-1957 obok KS Gwardia grał również KS Ogniwo)                                           |
| 1957    | Klasa C (Krosno Odrzańskie)            |                 |        |        | (w latach 1952-1957 obok KS Gwardia grał również KS Ogniwo)                                           |
| 1958    | Klasa C (Krosno Odrzańskie)            | 1               | 29     | 98:22  | awans                                                                                                 |
| 1959    | Klasa B (Świebodzin)                   | 4               | 25     | 38:62  | |
| 1960    | Klasa B (Świebodzin)                   | 1               | 33     | 67:19  | awans występy pod nazwą Słubiczanka Słubice                                                           |
| 1960/61 | Klasa A (Zielona Góra, Grupa Północna) | 3               | 21     | 53:35  | |
| 1961/62 | Klasa A (Zielona Góra, Grupa Północna) | 12              | 11     | 37:78  | spadek                                                                                                |
| 1962/63 | Klasa B (Zielona Góra)                 | 1               | 37     | 72:27  | awans (baraż)                                                                                         |
| 1963/64 | Klasa A (Zielona Góra, Grupa Północna) | 10              | 17     | 35:51  | |
| 1964/65 | Klasa A (Zielona Góra, Grupa Północna) | 10              | 15     | 33:51  | |
| 1965/66 | Klasa A (Zielona Góra, Grupa Północna) | 10              | 12     | 20:60  | |
| 1966/67 | Klasa A (Zielona Góra, Grupa Północna) | 7               | 17     | 43:42  | występy pod nazwą Odra Słubice                                                                        |
| 1967/68 | Klasa A (Zielona Góra, Grupa Północna) | 10              | 19     | 41:75  | |
| 1968/69 | Klasa A (Zielona Góra, Grupa Północna) | 3               | 29     | 54:36  | |
| 1969/70 | Klasa A (Zielona Góra, Grupa Północna) | 4               | 34     | 75:35  | |
| 1970/71 | Klasa A (Zielona Góra, Grupa Północna) | 4               | 30     | 48:32  | |
| 1971/72 | Klasa A (Zielona Góra, Grupa Północna) | 1               | 39     | 43:21  | awans                                                                                                 |
| 1972/73 | Klasa Okręgowa (Zielona Góra)          | 15              | 13     | 24:71  | |
| 1973/74 | Klasa Okręgowa (Zielona Góra)          | 14              | 11     | 23:86  | spadek                                                                                                |
| 1974/75 | Klasa Międzypowiatowa (Zielona Góra)   | 7               | 30     | 58:62  | |
| 1975/76 | Klasa A (Zielona Góra, Grupa Północna) | 3               | 28     | 35:20  | |
| 1976/77 | Klasa A (Gorzów)                       | 13              | 23     | 38:74  | spadek                                                                                                |
| 1977/78 | Klasa B (Gorzów)                       | 4               | 26     | 52:30  | występy pod nazwą MLKS Komes Słubice                                                                  |
| 1978/79 | Klasa B (Gorzów)                       | 3               | 38     | 78:34  | |
| 1979/80 | Klasa A (Zielona Góra Grupa II)        | 1               | 41     | 69:23  | awans                                                                                                 |
| 1980/81 | Klasa Okręgowa (Gorzów)                | 13              | 15     | 36:84  | |
| 1981/82 | Klasa Okręgowa (Gorzów)                | 15              | 18     | 30:64  | |
| 1982/83 | Klasa Okręgowa (Gorzów)                | 13              | 23     | 24:40  | |
| 1983/84 | Klasa Okręgowa (Gorzów)                | 14              | 17     | 24:59  | |
| 1984/85 | Klasa Okręgowa (Gorzów)                | 8               | 27     | 33:38  | |
| 1985/86 | Klasa Międzyokręgowa (Gorzów-Piła)     | 12              | 16     | 21:62  | |
| 1986/87 | Klasa Międzyokręgowa (Gorzów-Piła)     | 11              | 21     | 43:45  | od 9 kwietnia pod nazwą MLKS Słubice; we wzmiankach prasowych do końca sezonu jako MLKS Komes Słubice |
| 1987/88 | Klasa Międzyokręgowa (Gorzów-Piła)     | 9               | 24     | 43:51  | |
| 1988/89 | Klasa Międzyokręgowa (Gorzów-Piła)     | 10              | 18     | 27:51  | |
| 1989/90 | Klasa Okręgowa (Gorzów)                | 7               | 37     | 52:49  | |
| 1990/91 | Klasa Okręgowa (Gorzów)                | 5               | 39     | 54:36  | |
| 1991/92 | Klasa Okręgowa (Gorzów)                | 7               | 34     | 68:42  | spadek                                                                                                |
| 1992/93 | Klasa Okręgowa (Gorzów)                | 4               | 36     | 64:37  | |
| 1993/94 | Klasa Okręgowa (Gorzów)                | 3               | 45     | 84:30  | od października 1993 r. występy pod nazwą KS Polonia                                                  |
| 1994/95 | Klasa Okręgowa (Gorzów)                | 1               | 89     | 124:13 | awans                                                                                                 |
| 1995/96 | Klasa Makroregionalna (Gorzów)         | 1               | 78     | 78:14  | awans                                                                                                 |
| 1996/97 | III liga (grupa poznańska)             | 5               | 57     | 46:23  | od lutego 1997 r. występy pod nazwą MKS Polonia                                                       |
| 1997/98 | III liga (grupa szczecińska)           | 4               | 66     | 62:36  | |
| 1998/99 | III liga (grupa zachodnia)             | 5               | 60     | 59:38  | |
| 1999/00 | III liga (grupa zachodnia)             | 16              | 36     | 35:54  | spadek                                                                                                |
| 2000/01 | IV liga (grupa lubuska)                | 5               | 63     | 77:41  | |
| 2001/02 | IV liga (grupa lubuska)                | 13              | 46     | 54:62  | |
| 2002/03 | IV liga (grupa lubuska)                | 1               | 79     | 76:17  | awans                                                                                                 |
| 2003/04 | III liga (grupa 3)                     | 13              | 31     | 30:57  | sponsor tytularny Intermarche                                                                         |
| 2004/05 | III liga (grupa 3)                     | 14              | 29     | 35:59  | sponsor tytularny Intermarche                                                                         |
| 2005/06 | III liga (grupa 3)                     | 13              | 33     | 26:35  | sponsor tytularny Intermarche                                                                         |
| 2006/07 | III liga (grupa 3)                     | 4               | 49     | 34:27  | sponsor tytularny Intermarche                                                                         |
| 2007/08 | III liga (grupa 3)                     | 6               | 49     | 50:31  | sponsor tytularny Kozera Travel                                                                       |
| 2008/09 | II liga (grupa zachodnia)              | 18              | 26     | 36:62  | po reorganizacji rozgrywek, uzupełnionych o ekstraklasę                                               |
| 2009/10 | II liga (grupa zachodnia)              | 12              | 39     | 31:47  | |
| 2010/11 | II liga (grupa zachodnia)              | 16 po I rundzie | 10     | 11:36  | wycofana z II ligi po I rundzie                                                                       |
| 2011/12 | IV liga (grupa lubuska)                | 4               | 53     | 68:39  | |
| 2012/13 | IV liga (grupa lubuska)                | 15              | 21     | 36:80  | spadek                                                                                                |
| 2013/14 | Klasa okręgowa (grupa Gorzów Wlkp.)    | 14              | 30     | 47:70  | spadek , jedyny sezon pod nazwą SKP Polonia Transhand Słubice                                         |
| 2014/15 | Klasa A (grupa Gorzów Wlkp. I)         | 1               | 72     | 116:30 | awans                                                                                                 |
| 2015/16 | Klasa okręgowa (grupa Gorzów Wlkp.)    | 5               | 55     | 90:51  | |
| 2016/17 | Klasa okręgowa (grupa Gorzów Wlkp.)    | 5               | 56     | 104:51 | |
| 2017/18 | Klasa okręgowa (grupa Gorzów Wlkp.)    | 1               | 75     | 109:35 | awans                                                                                                 |
| 2018/19 | IV liga (grupa lubuska)                | 6               | 43     | 44:43  | |
| 2019/20 | IV liga (grupa lubuska)                | 4               | 27     | 40:24  | |
| 2020/21 | IV liga (grupa lubuska)                | 5               | 61     | 67:52  | |
| 2021/22 | IV liga (grupa lubuska)                | 4               | 59     | 69:36  | |
| 2022/23 | IV liga (grupa lubuska)                | 3               | 68     | 81:31  | |
| 2023/24 | IV liga (grupa lubuska)                | 1               | 79     | 91:41  | awans                                                                                                 |
| 2024/25 | III liga (grupa III)                   | 18              | 6      | 16:89  | spadek                                                                                                |

### Puchar Polski
| Etap rozgrywek Pucharu Polski | Liczba sezonów | Sezony                                                           |
| ----------------------------- | -------------- | ---------------------------------------------------------------- |
| 1/16 finału Pucharu Polski    | 1              | 2009/2010                                                        |
| finał wojewódzki              | 6              | 1993/1994, 1994/1995, 1995/1996, 1996/1997, 1999/2000, 2003/2004 |
| półfinał wojewódzki           | 2              | 2019/2020, 2020/2021                                             |
| 1/4 finału wojewódzkiego      | 1              | 2005/2006                                                        |
| 1/8 finału wojewódzkiego      | 2              | 2006/2007, 2018/2019                                             |
| IV runda                      | 4              | 2012/2013, 2016/2017, 2017/2018, 2021/2022                       |
| III runda                     | 2              | 2007/2008, 2015/2016                                             |
| II runda                      | 1              | 1995/1996                                                        |
| I runda                       | 1              | 2014/2015                                                        |
| runda wstępna                 | 1              | 2004/2005                                                        |
| runda przedwstępna            | 2              | 2010/2011, 2011/2012                                             |

- 1990/91 –
- 1991/92 –
- 1992/93 –
- 1993/94 –
- 1994/95 – KS Polonia wygrała finał wojewódzki Pucharu Polski, pokonując Lubuszanina Drezdenko 1:0.
- 1995/96 – KS Polonia pokonała w rundzie wstępnej po walkowerze II-ligową Lechię Zielona Góra, następnie w I rundzie u siebie pokonała w karnych 5:4 (po całym meczu 0:0) III-ligową Dyskobolię Grodzisk Wlkp., a w rundzie II odpadła po porażce 2:0 z II-ligowym Stilonem Gorzów.
- 1996/97 – KS Polonia dotarła do finału wojewódzkiego Pucharu Polski, gdzie przegrała z Lubuszaninem Drezdenko 1:0 (19.06.1996).
- 1997/98 –
- 1998/99 –
- 1999/00 –
- 2000/01 –
- 2001/02 –
- 2002/03 –
- 2003/04 – MKS Polonia odpadła w finale wojewódzkim Pucharu Polski, pokonana przez Promień Żary 1:0 (20.06.2004).
- 2004/05 – MKS Polonia odpadła już w rundzie wstępnej, pokonana przez III-ligową Odrę Chojna 2:1 (24.07.2004)[55].
- 2005/06 – MKS Polonia odpadła w ćwierćfinale wojewódzkim Pucharu Polski, pokonana przez Lechię Zielona Góra 0:3 (16.05.2006).
- 2006/07 – MKS Polonia odpadła w 1/8 finału wojewódzkiego Pucharu Polski, pokonana przez Ilankę Rzepin 3:2 (28.03.2007).
- 2007/08 – MKS Polonia odpadła w III rundzie Pucharu Polski, pokonana przez Ilankę Rzepin 1:1, w rzutach karnych 4:3 (10.10.2007).
- 2009/10 – najlepszy w historii występ MKS Polonii w Pucharze Polski, w rundzie przedwstępnej pokonała w Górzycy III-ligowego Chemika Police 5:0, następnie w rundzie wstępnej Polonia wyeliminowała w Grajewie miejscową III-ligową Warmię 2:1. W rundzie I Polonia trafiła na I-ligowy GKS Katowice, który pokonała u siebie 3:1 (25.08.2009) i w ten sposób wywalczyła historyczny awans do 1/16 finału gdzie przed tysiącem widzów przegrała u siebie z ekstraklasowym Piastem Gliwice 2:1 (23.09.2009)[56].
- 2010/11 – MKS Polonia odpadła już w rundzie przedwstępnej, pokonana przez III-ligową Unię w Swarzędzu 1:0 (21.07.2010)[57].
- 2011/12 – jeden z najsłabszych w historii występów MKS Polonii w Pucharze Polski, w rundzie przedwstępnej drużyna Polonii złożona z juniorów przegrała z beniaminkiem III ligi Sokołem Kleczew 9:3 (20.07.2011)[58].
- 2012/13 – MKS Polonia odpadła w IV rundzie Pucharu Polski, pokonana przez Ilankę Rzepin 1:3 (17.10.2012).
- 2014/15 – MKS Polonia odpadła w I rundzie Pucharu Polski, pokonana przez Odrę Górzyca 2:4 (10.09.2014).
- 2015/16 – MKS Polonia odpadła w III rundzie Pucharu Polski, pokonana przez Piast Karin 2:3 (07.10.2015).
- 2016/17 – MKS Polonia odpadła w IV rundzie Pucharu Polski, pokonana przez Ilankę Rzepin 2:3 (04.10.2016).
- 2017/18 – MKS Polonia odpadła w IV rundzie Pucharu Polski, pokonana przez Ilankę Rzepin 0:6 (27.09.2017).
- 2018/19 – MKS Polonia odpadła w 1/8 finału Pucharu Polski, pokonana przez KS Stilon Gorzów Wlkp. 1:2 (10.04.2019).
- 2019/20 – MKS odpadła w półfinale wojewódzkim Pucharu Polski, pokonana przez Wartę Gorzów Wlkp.1:2 (29.07.2020).
- 2020/21 – MKS Polonia odpadła w półfinale wojewódzkim Pucharu Polski, pokonana przez Carinę Gubin 1:2 (12.05.2020).
- 2021/22 – MKS Polonia odpadła w IV rundzie Pucharu Polski, pokonana przez Różę Różanki 3:1 (06.10.2021).

### Wyniki udziału w finałach wojewódzkich Pucharu Polski
- 1993/94 – Celuloza Kostrzyn 0:0 (6:5 karne) Polonia Słubice
- 1994/95 – Polonia Słubice 1:0 Lubuszanin Drezdenko
- 1995/96 – Lubuszanin Drezdenko 1:0 Polonia Słubice
- 1996/97 – Czarni Witnica 2:0 Polonia Słubice
- 1999/00 – Stilon Gorzów 7:0 Polonia Słubice
- 2003/04 – Promień Żary 1:0 Polonia Słubice

### Sukcesy
- 4. miejsce w III lidze – 1997/98, 2006/07[2]
- 1/16 finału Pucharu Polski – 2009/2010[54]
- Puchar Polski OZPN Gorzów Wlkp. – 1994/95[54]
- finalista Pucharu Polski OZPN Gorzów Wlkp. – 1993/94, 1995/96, 1996/97, 1999/00, Lubuski ZPN – 2003/04

## Wychowankowie
Wychowankami słubickiego klubu są m.in. Łukasz Fabiański, Krzysztof Kaczmarczyk i Tomasz Kułkiewicz.

## Udział Polonii U19 w Centralnej Lidze Juniorów
| Sezon   | Liga                                      | Miejsce | Punkty | Bramki | Uwagi  |
| ------- | ----------------------------------------- | ------- | ------ | ------ | ------ |
| 2013/14 | Centralna Liga Juniorów (grupa zachodnia) | 11      | 8      | 12:92  | spadek |

Źródło: sofascore.com

## Zarząd UKS Polonia Słubice
Młodzieżowym zapleczem MKS Polonia Słubice pozostaje UKS Polonia Słubice, uczniowski klub sportowy powołany w 2003 r., posiadający własny statut, wybierający swój odrębny zarząd i kadrę trenerską.
Zarząd UKS Polonia Słubice kadencji 2015-2019:
- prezes -  Łukasz Ryszczuk
- wiceprezes -  Andrzej Martyniak
- sekretarz -  Dawid Liszewski
- skarbnik -  Arkadiusz Kolczak
- członkowie zarządu -  Arkadiusz Bugaj,  Łukasz Hein,  Grzegorz Paradowski

Zarząd UKS Polonia Słubice kadencji 2019-2023:
- prezes -  Łukasz Ryszczuk
- wiceprezes -  Tomasz Górowski
- sekretarz -  Agata Dmuchowska
- członkowie zarządu -  Grzegorz Borek,  Andrzej Martyniak,  Marcin Wołowicz

## Trenerzy juniorów
Trenerzy juniorów:
- ?:  mgr inż. Stanisław Kamiński (KS Słubiczanka)
- ok. 1976:  inż. Mieczysław Dziamski (KS Odra)
- ?:  Andrzej Skibniewski (KS Odra)
- ok. 1978:  Andrzej Żmuda (MLKS Komes)
- 1980:  inż. Michał Rosiak (MLKS Komes)
- 1980:  Roman Lisowski (MLKS Komes)

Trenerzy juniorów starszych (juniorów A):
- 1984:  Zbigniew Pisarczyk (MLKS Komes)
- ? - wrzesień 1986:  Andrzej Wójtowicz (MLKS Komes)
- wrzesień 1986 - marzec 1987:  Zbigniew Pisarczyk (MLKS)
- marzec 1987 - ?:  Andrzej Ossowski (MLKS)
- 2007:  Krzysztof Kaczmarczyk
- ok. 2014:  Andrzej Wypych
- ok. 2021 - nadal:  Maciej Ossowski

Trenerzy juniorów średnich:
- 1990 - ?:  Mieczysław Marciniak (MLKS)

Trenerzy juniorów młodszych (juniorów B):
- 1984:  Eugeniusz Musiał (MLKS Komes)
- ? - wrzesień 1986:  Eugeniusz Purko (MLKS Komes)
- wrzesień 1986 - marzec 1987:  Andrzej Wójtowicz (MLKS)
- marzec 1987 - ?:  Eugeniusz Musiał (MLKS)
- 1990 - ?:  Jarosław Daniszewski (MLKS)
- 2007:  Krzysztof Kaczmarczyk
- ok. 2013:  Andrzej Wypych
- ok. 2014:  Maciej Ossowski

Trenerzy trampkarzy (juniorów C):
- ok. 1978:  Romuald Hubko (MLKS Komes)
- 1980:  Marian Strep (MLKS Komes)
- 1980:  Eugeniusz Musiał (MLKS Komes)
- marzec 1987 - ?:  Andrzej Wójtowicz (MLKS)
- 2006 - 2007:  Jacek Trojan
- 2021 - nadal:  Jakub Szewieliński

## Hymn klubowy
Tam w Słubicach na Sportowej, gdzie najlepsza wiara jest,
ukochana gra drużyna, co się zowie MKS!
Tam są barwy nasze święte, każdy w sercu z nas je ma!
Pod banderą trzech kolorów nasz zwycięski zespół gra.
Hej Polonia! Hej Polonia! Ukochany klubie nasz,
wygrywałeś tyle razy, wygraj dzisiaj jeszcze raz!
Hej Polonia! Hej Polonia! Ukochany klubie nasz,
wygrywałeś tyle razy, wygraj dzisiaj jeszcze raz!
Nasz przydomek to Koguty, w meczu każdy ma się bać.
Wychodzimy na stadiony, by kibicom dawać znać.
W tej drużynie grają chłopcy, którzy mają ducha hart,
mają serca i pragnienia, każdy z nich jest wiele wart!
Hej Polonia! Hej Polonia! Ukochany klubie nasz,
wygrywałeś tyle razy, wygraj dzisiaj jeszcze raz!
Hej Polonia! Hej Polonia! Ukochany klubie nasz,
wygrywałeś tyle razy, wygraj dzisiaj jeszcze raz!
Hej Polonia! Hej Polonia! Ukochany klubie nasz,
wygrywałeś tyle razy, wygraj dzisiaj jeszcze raz!
Tekst: Mirosław Wrzesiński (2007). Aranżacja muzyczna: Tomasz Pilarski, Tomasz Stefański.